# Meine Huisenga
Meine Huisenga (Purmerend, 1 oktober 1876 – Tiel, 31 augustus 1946) was een Nederlands beeldhouwer, boetseerder, decorateur en ontwerper. Hij studeerde aan de academie in Brussel.
De broers Meine en Lambertus Huisenga probeerden in 1905 aan te sluiten bij het succes van de Purmerendse aardewerkfabricage. Lambertus was in 1898 als plateelschilder bij Plateelbakkerij Brantjes begonnen. Meine was ontwerper in dienst van de firma Daalderop in Tiel en had ook ontwerpen voor Haga gemaakt. Zij vroegen een vergunning aan voor een oven achter de smederij van hun vader in de Koestraat. In 1906 startte de productie.
De producten van de Huisenga’s tonen weliswaar verwantschap met die van de andere fabrieken, maar hebben toch een eigen stijl. Eind 1906 vroegen de broers vergunning aan voor de oprichting van een plateelbakkerij vlak bij de buurtschap 't Kalf. In het voorjaar van 1907 verplaatsten zij het bedrijf naar Zaandam. Een brand in oktober 1907 betekende echter het definitieve einde van de fabriek.